# Valdecarros (Madrid)

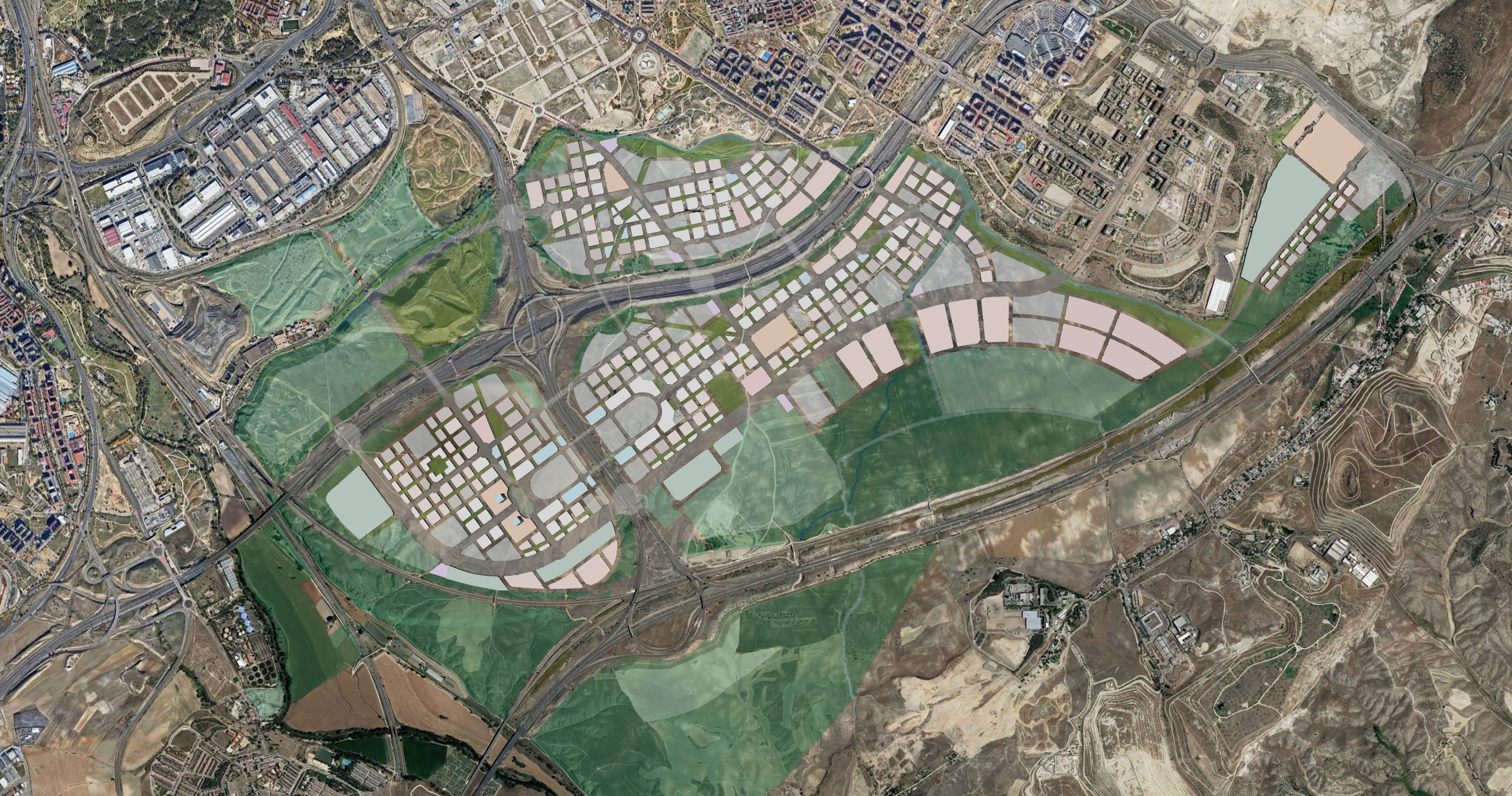
Avance de la imagen final de Valdecarros

Valdecarros es uno de los desarrollos urbanísticos que se están ejecutando al sureste de Madrid. Sus obras de urbanización comenzaron en septiembre de 2021. Está situado al suroeste del Ensanche de Vallecas, en el distrito de Villa de Vallecas. Se trata del mayor desarrollo urbanístico de España y uno de los más grandes de Europa, perteneciente a la denominada Estrategia del Sureste de Madrid.
Su territorio está delimitado al este por el Ensanche de Vallecas, al oeste por las vías del tren de alta velocidad, al norte por Mercamadrid y el polígono industrial La Atalayuela y al sur por la autopista de circunvalación M-50. A su vez dicho PAU será atravesado de este a oeste por la autopista M-45 y de norte a sur por la autopista M-31, conocida como Eje Sureste M-40 a M-50.
De las ocho etapas previstas para la urbanización de Valdecarros, el plan financiero reservó para la Junta de Compensación todos los usos no residenciales, así como el 28 % de los aprovechamientos de uso residencial libre en las primeras tres fases.

## Accesos

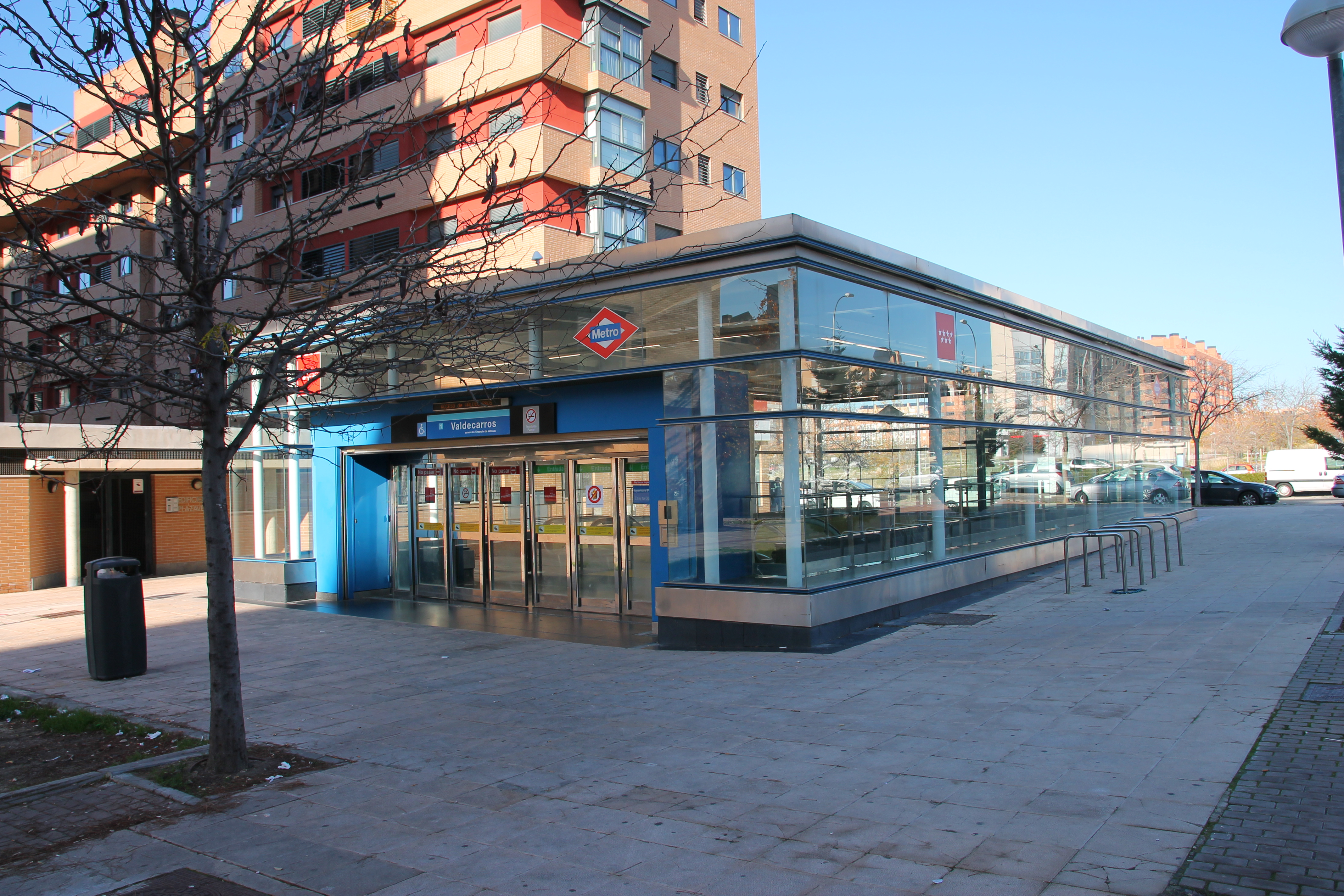
Estación de metro de Valdecarros, en el Ensanche de Vallecas

Las tres primeras etapas ya cuentan con previsiones de conexión con el resto de Madrid a través de la línea 1 del metro (estaciones de La Gavia, Las Suertes, y Valdecarros). El proyecto también plantea el desarrollo de la Gran Vía del Sureste para conectar al resto de los ámbitos del Desarrollo del Sureste hasta Coslada.
Según sus últimas previsiones, el Consorcio Regional de Transportes de Madrid estudia el servicio y uso de dichos espacios transversales mediante autobuses de plataforma reservada, un sistema de Autobús de Uso Prioritario (BuP) de alta capacidad con preferencia semafórica en las intersecciones para conectar los nuevos desarrollos urbanísticos del sureste de la capital, entre ellos Valdecarros. Además se favorecerá la movilidad peatonal y ciclista.

## Características
Estará vertebrado fundamentalmente por la Gran Vía del Sureste, un nuevo vial que discurrirá longitudinalmente por todos los nuevos barrios del sureste de Madrid atravesando Valdecarros, el Ensanche de Vallecas, Los Berrocales, Los Ahijones y El Cañaveral. Valdecarros contará con 51.600 viviendas y con zonas de oficinas, centros comerciales, polígonos industriales y siete millones de metros cuadrados de zonas verdes, que formarán parte del nuevo Bosque Metropolitano de Madrid.
En esta zona se ubicaba el poblado chabolista de Las Barranquillas, el cual fue desmantelado para la urbanización del ámbito. Parte de este desarrollo se encuentra tanto al sur del Ensanche de Vallecas colindante con la M-50, territorio que se incluyó en Valdecarros y no en el Ensanche de Vallecas debido a su desnivel, como al otro lado de la M-50 rodeando el nudo que conforma con la M-31 y donde se ubicarán zonas verdes y servicios colectivos. En esta zona al otro lado de la M-50 se encuentra también la planta incineradora de Valdemingómez.

## Etapas 1, 2 y 3

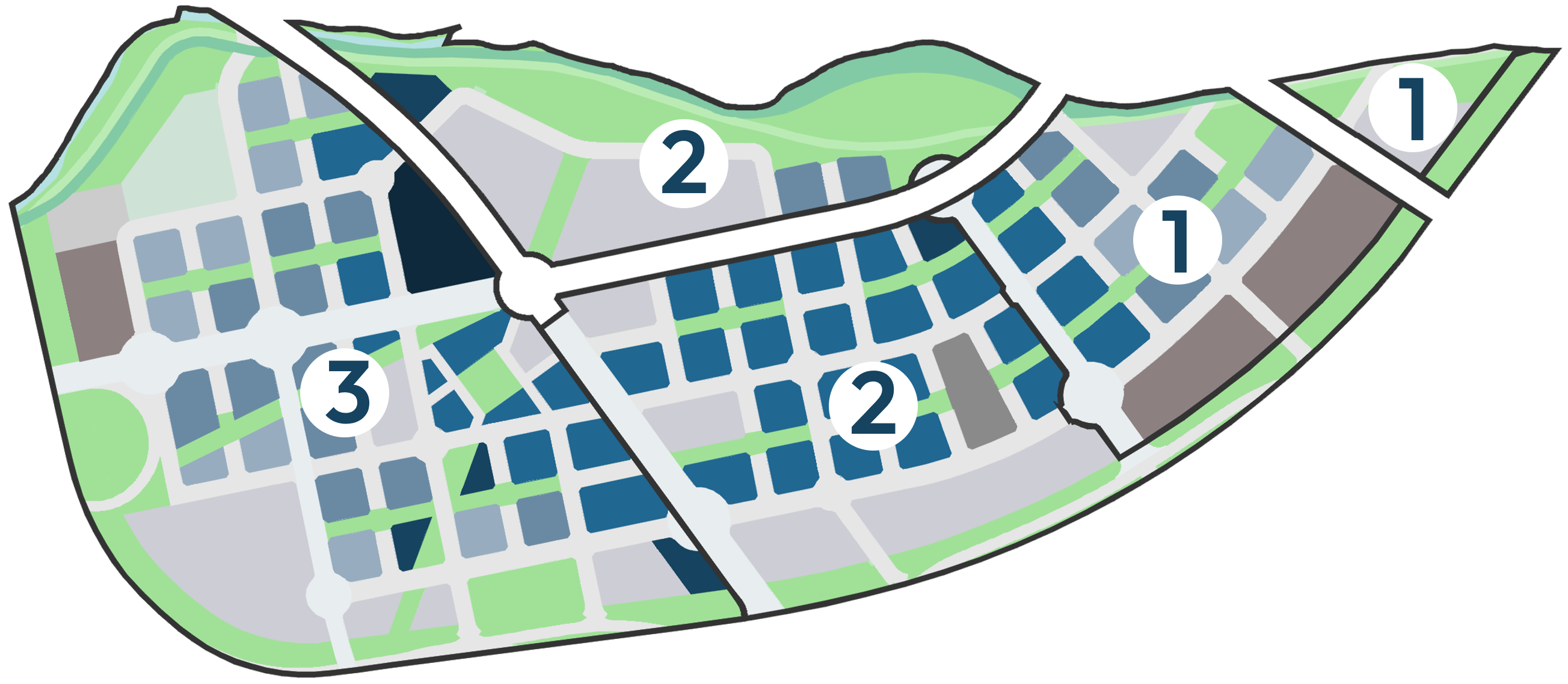
Valdecarros. Etapas 1, 2 y 3

El desarrollo de Valdecarros está programado en ocho etapas. Esto permitirá que la incorporación del suelo disponible para iniciar las obras de construcción se realice de manera paulatina y de acuerdo con las necesidades reales del mercado en cada momento. Las tres primeras etapas tienen continuidad directa con el Ensanche de Vallecas y el Parque de La Gavia a través de la avenida del Mayorazgo y la ampliación de la avenida de La Gavia, ya que están en el interior de la M-45 y la M-31. Las otras cinco etapas se conectarán con estas tres etapas a través de puentes que cruzarán estas autovías, extendiéndose hasta la M-50.

## Estado de tramitación
Tras aprobar los Estatos y las Bases de Actuación en 2008 la Junta de Compensación se constituyó en 2009, año en que se aprobó el Proyecto de urbanización. El Planeamiento General y de Desarrollo fue aprobado en 2013 y validado por el Tribunal Supremo en 2016. El Ayuntamiento de Madrid firmó el Convenio de Gestión en mayo de 2021, que hizo posible el inicio de las obras de urbanización en septiembre de 2021.
En octubre de 2022 la Asamblea de Propietarios aprobó el Proyecto de Reparcelación de fincas aportadas y resultantes, lo que permitirá, una vez se obtenga la aprobación municipal, poner en marcha la construcción de las primeras viviendas del futuro barrio.
En mayo de 2023 la Junta de Compensación subastó las primeras tres parcelas para la promoción de 190 viviendas en la zona de Valdecarros más cercana a la Avenida del Mayorazgo a Habitat Inmobiliaria y Aedas Homes. El importe de las tres adquisiciones fue superior a los 18 millones de euros, con una repercusión del suelo de unos 1.050 €/m²e. En diciembre de 2023 adjudicó en una segunda subasta otras tres parcelas a Aedas Homes y Amenabar a un precio medio de a un precio medio de 1.195 €/m²e. En junio de 2024 Metrovacesa, Lobe y Amenabar se hicieron con los suelos que salieron en la tercera subasta de Valdecarros, adjudicándose tres parcelas con una edificabilidad superior a 32.000 m² y situadas en la Etapa 2. La demanda sobre los terrenos ha consolidado el precio del metro cuadrado en la zona en 1.200 €/m²e.
En marzo de 2024 el Ayuntamiento aprobó definitivamente la Adaptación del Proyecto de Urbanización de Valdecarros a su ejecución por etapas, para adaptarlo a todas las modificaciones y aprobaciones normativas de los últimos 15 años, por un total de 2.200 millones de euros.

## Obras de urbanización y edificación
Las obras de urbanización de la Etapa 1 empezaron en septiembre de 2021 y está previsto que en el cuarto trimestre de 2025 puedan solicitarse las primeras licencias de obra, de manera que las primeras viviendas podrían entregarse en 2027. Actualmente ya se están terminando las primeras calles y manzanas que se corresponden con las primeras 2.580 viviendas. En enero de 2024 comenzaron las obras de urbanización de las Etapas 2 y 3, que totalizan las primeras 10.792 viviendas.

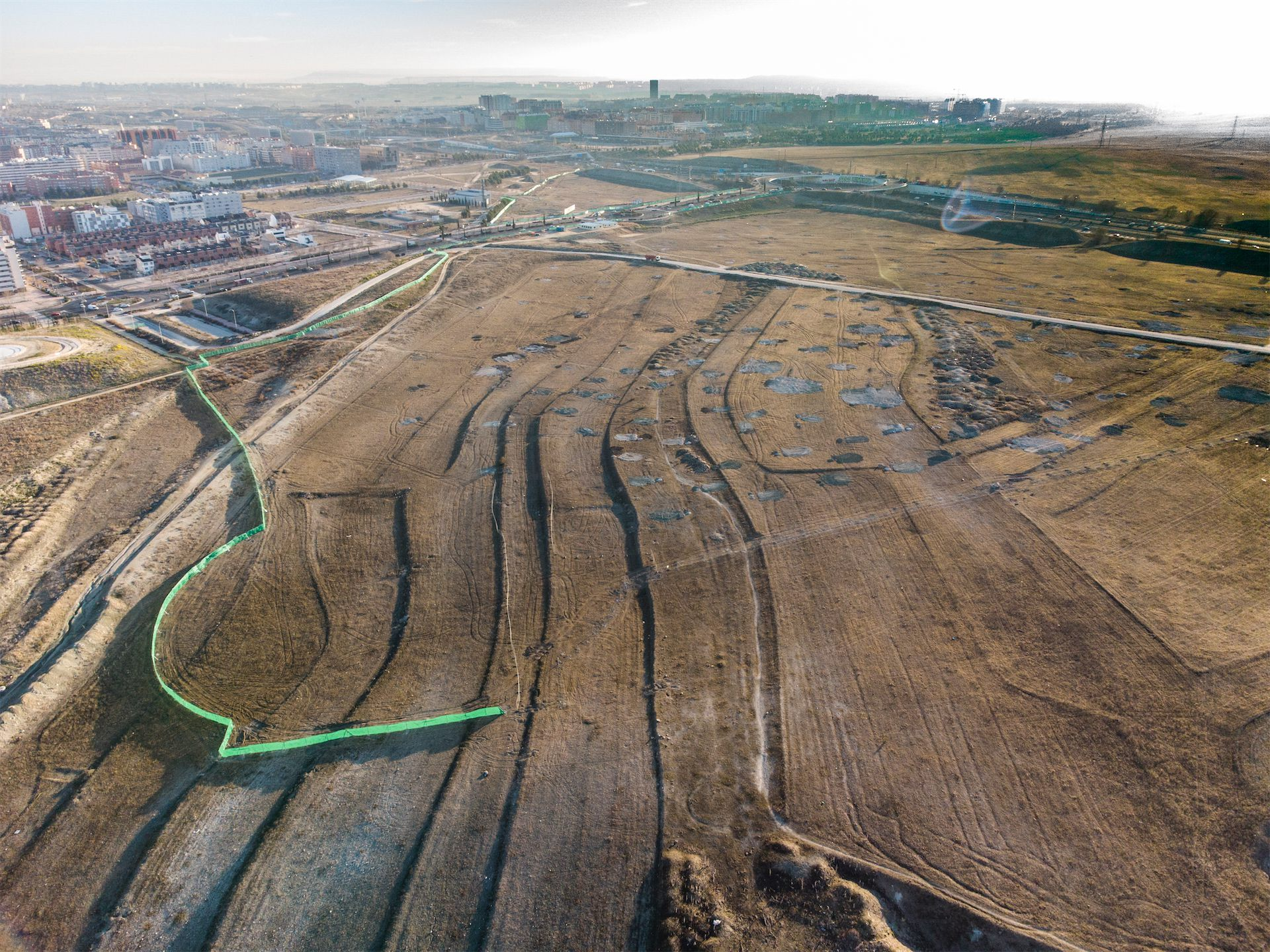
Etapa 1, 1T 2022
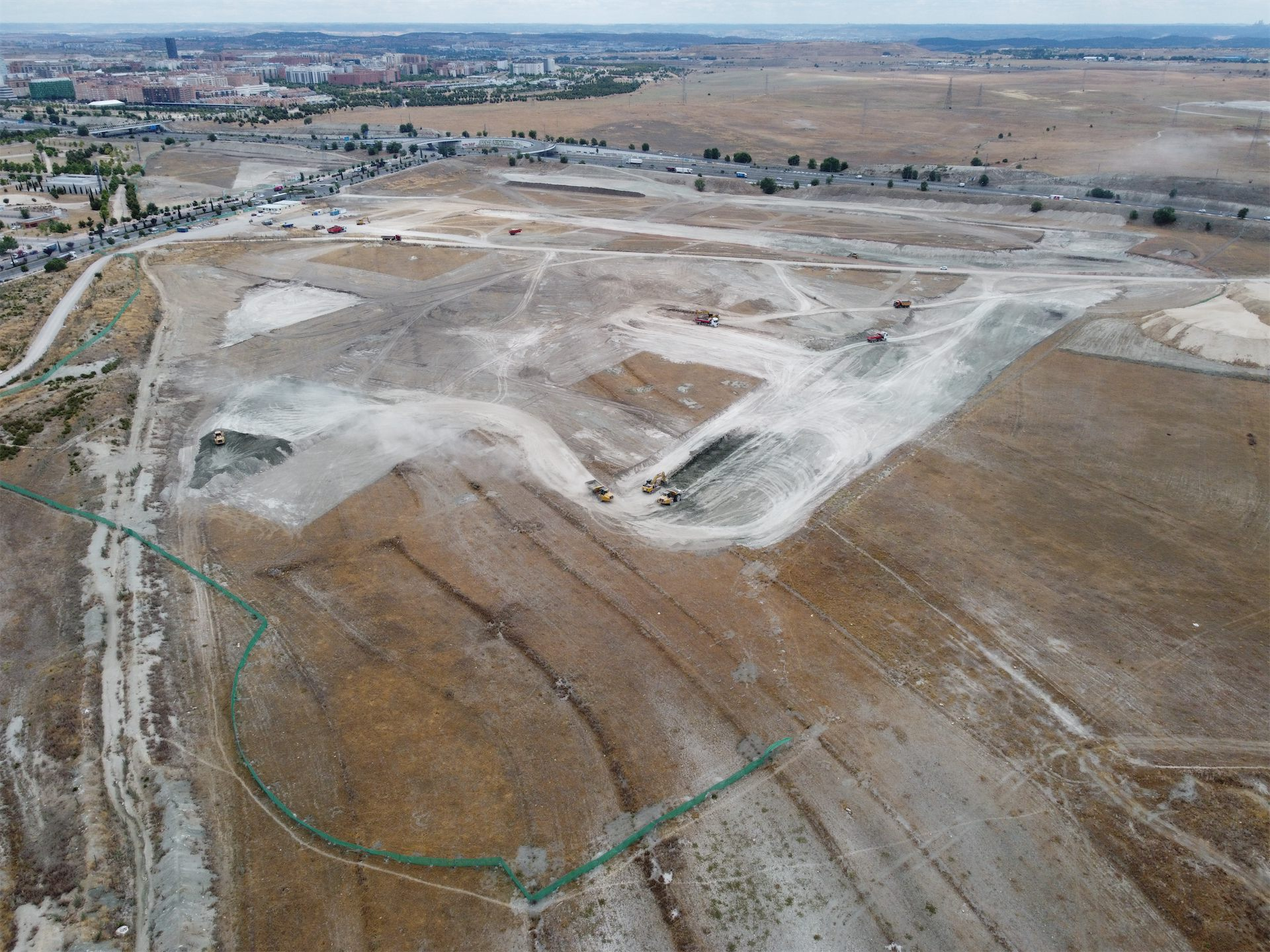
Etapa 1, 2T 2022
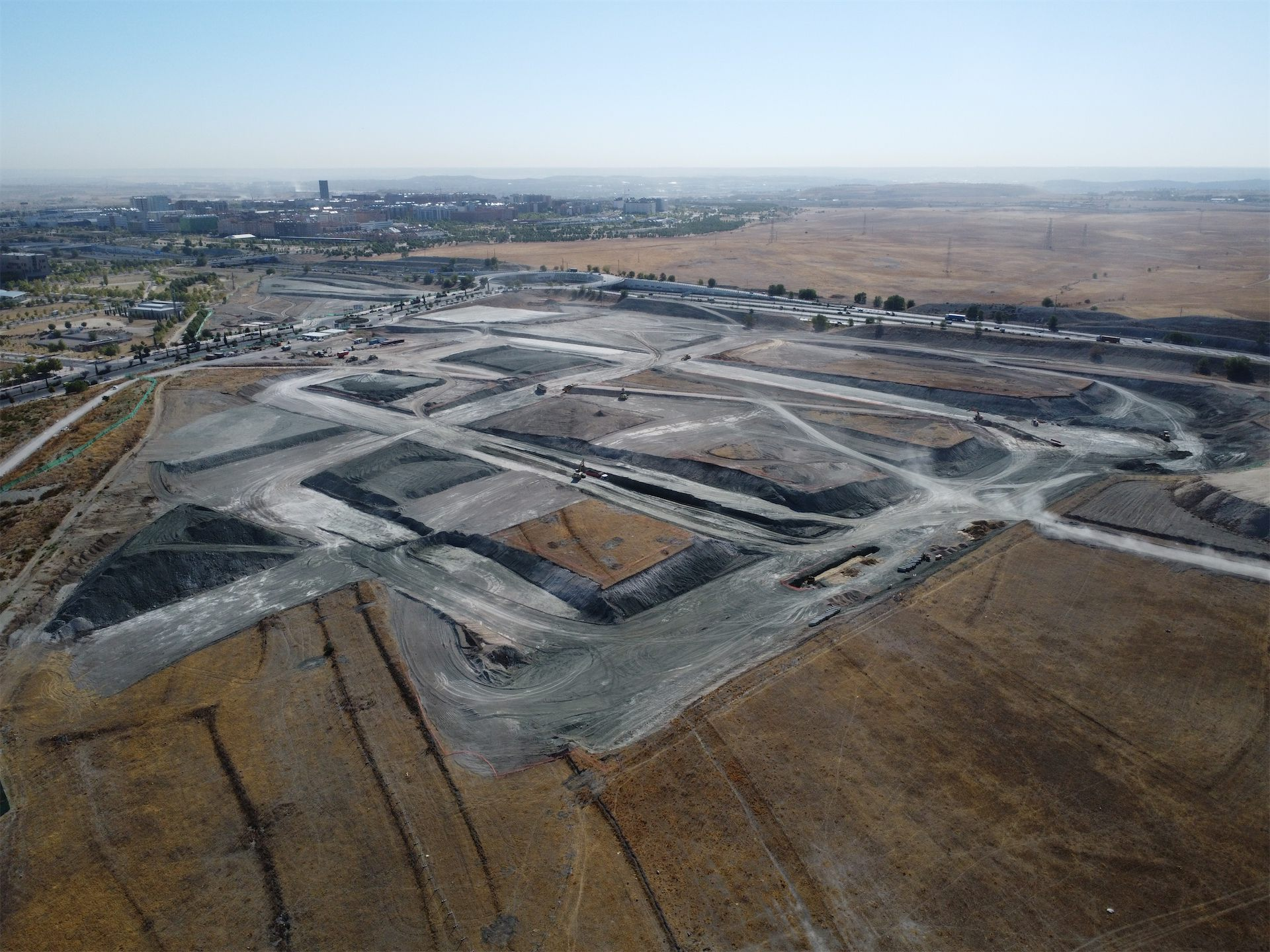
Etapa 1, 3T 2022
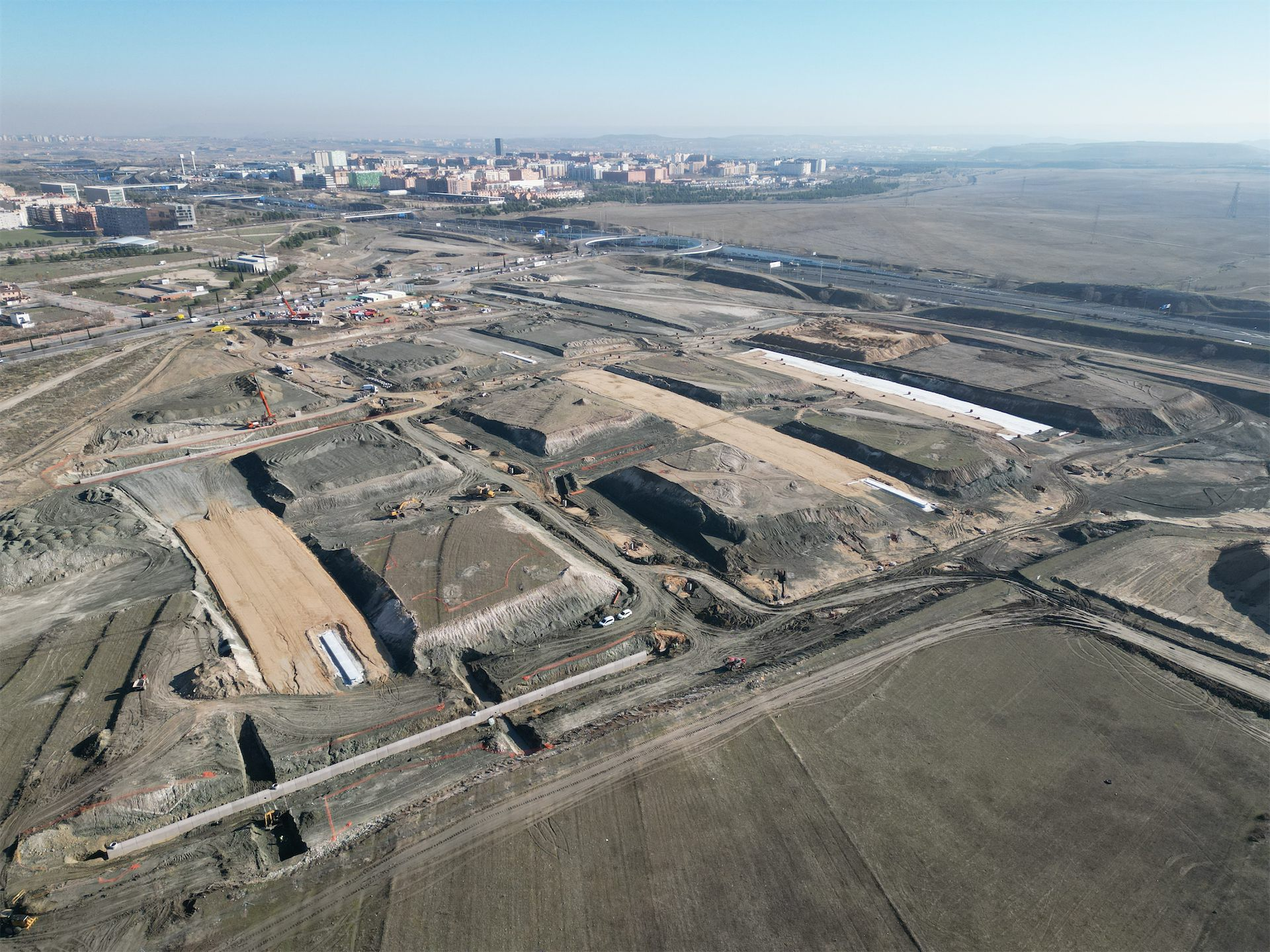
Etapa 1, 4T 2022
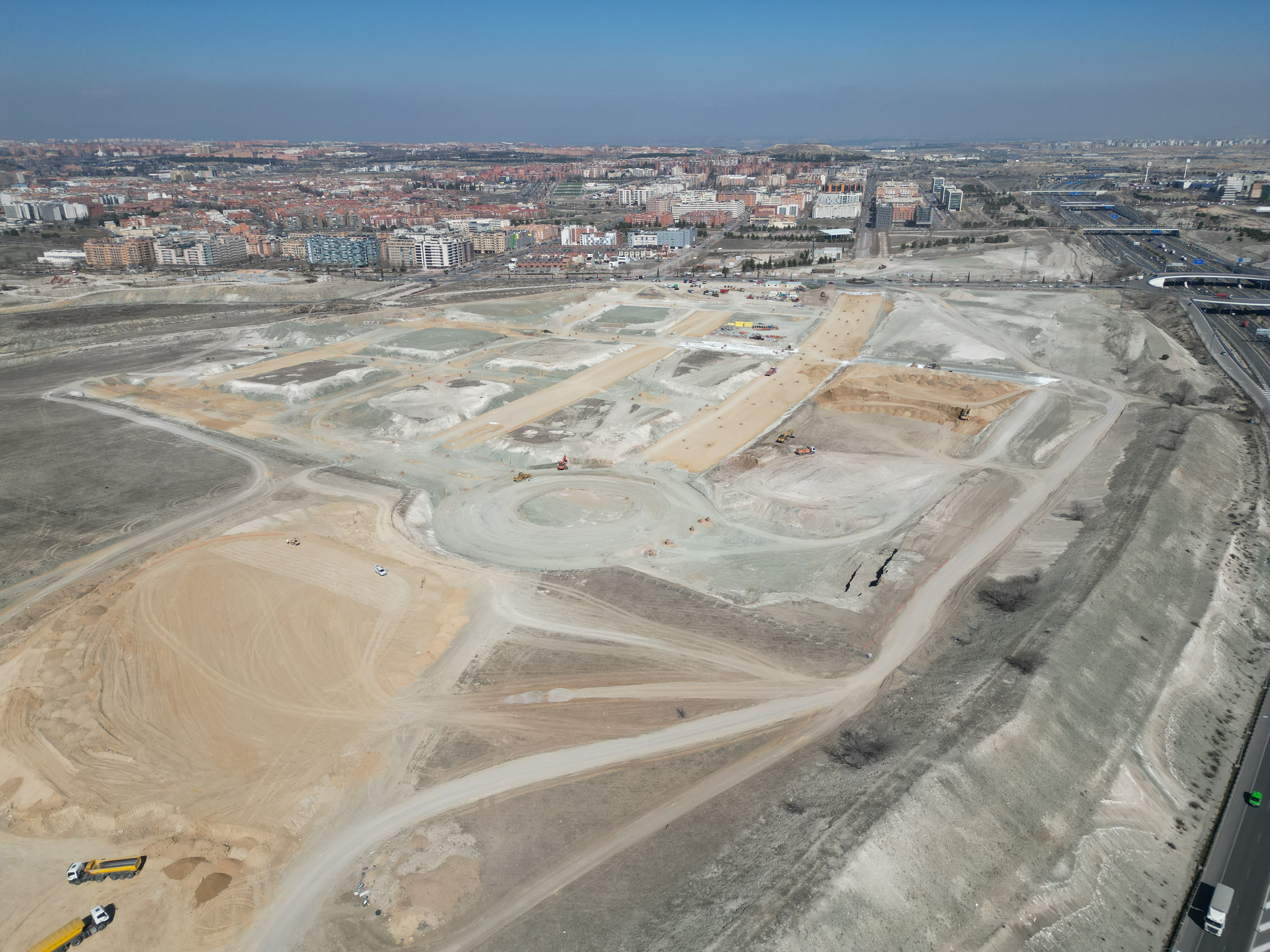
Etapa 1, 1T 2023
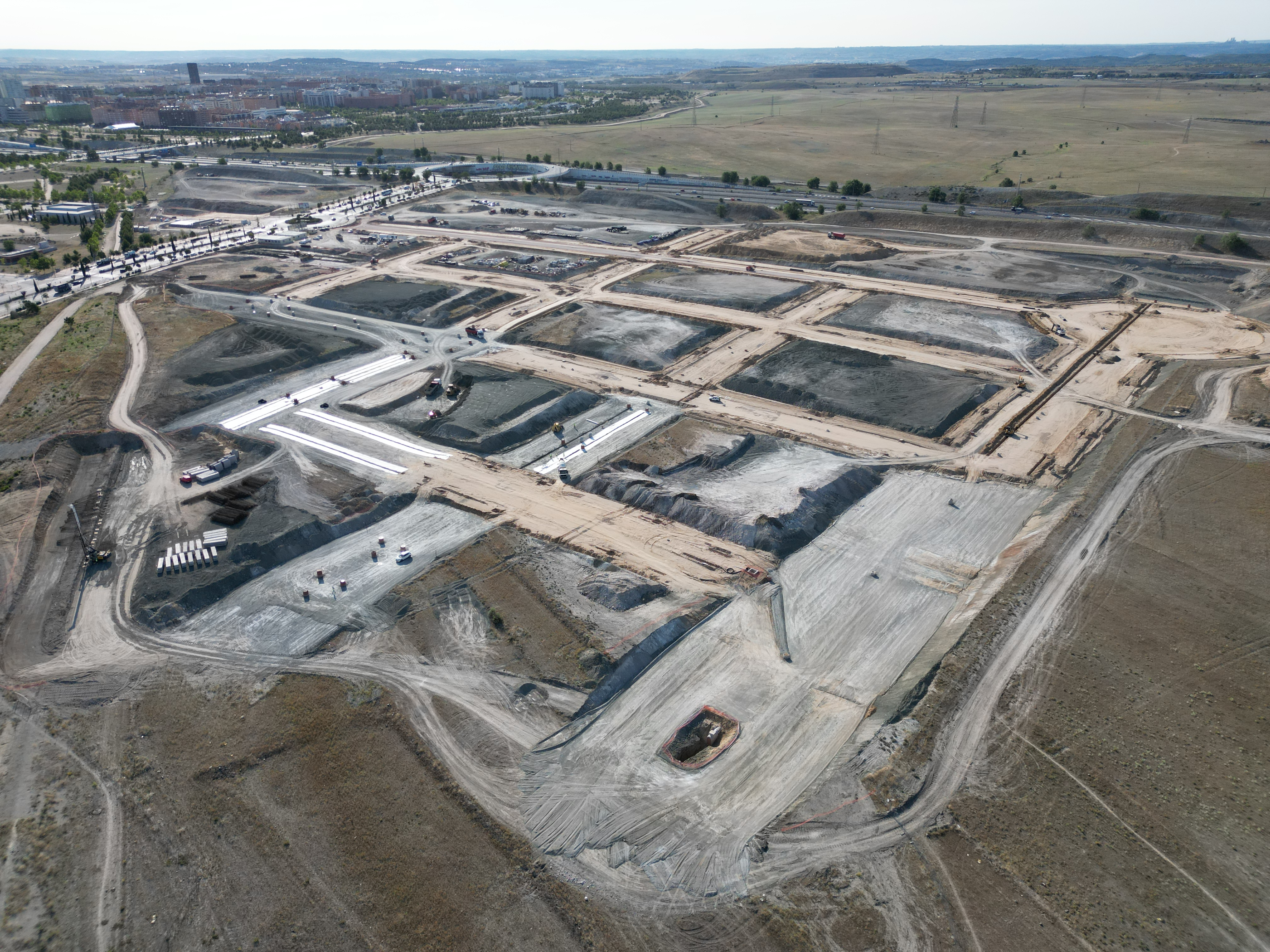
Etapa 1, 2T 2023
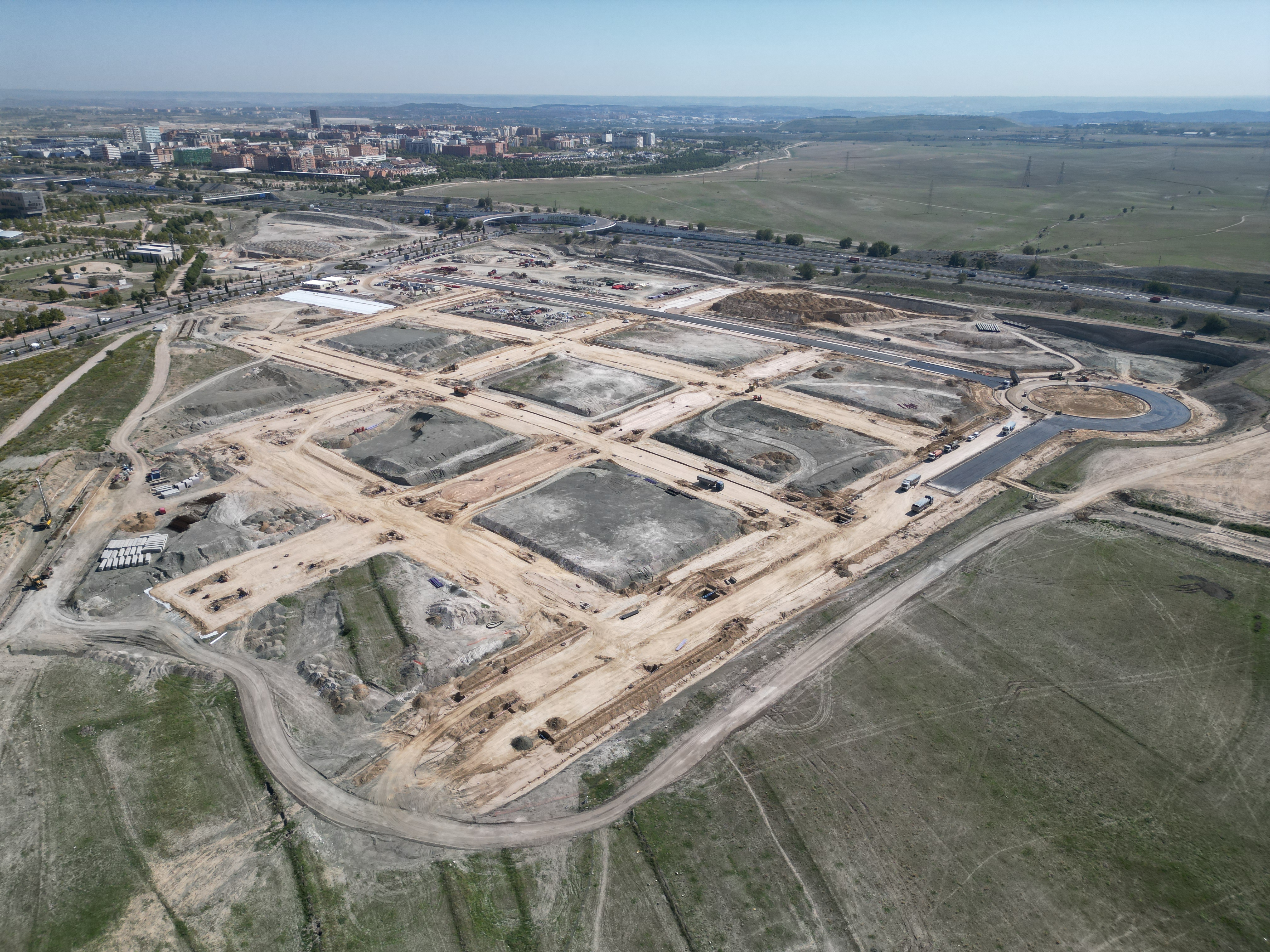
Etapa 1, 3T 2023
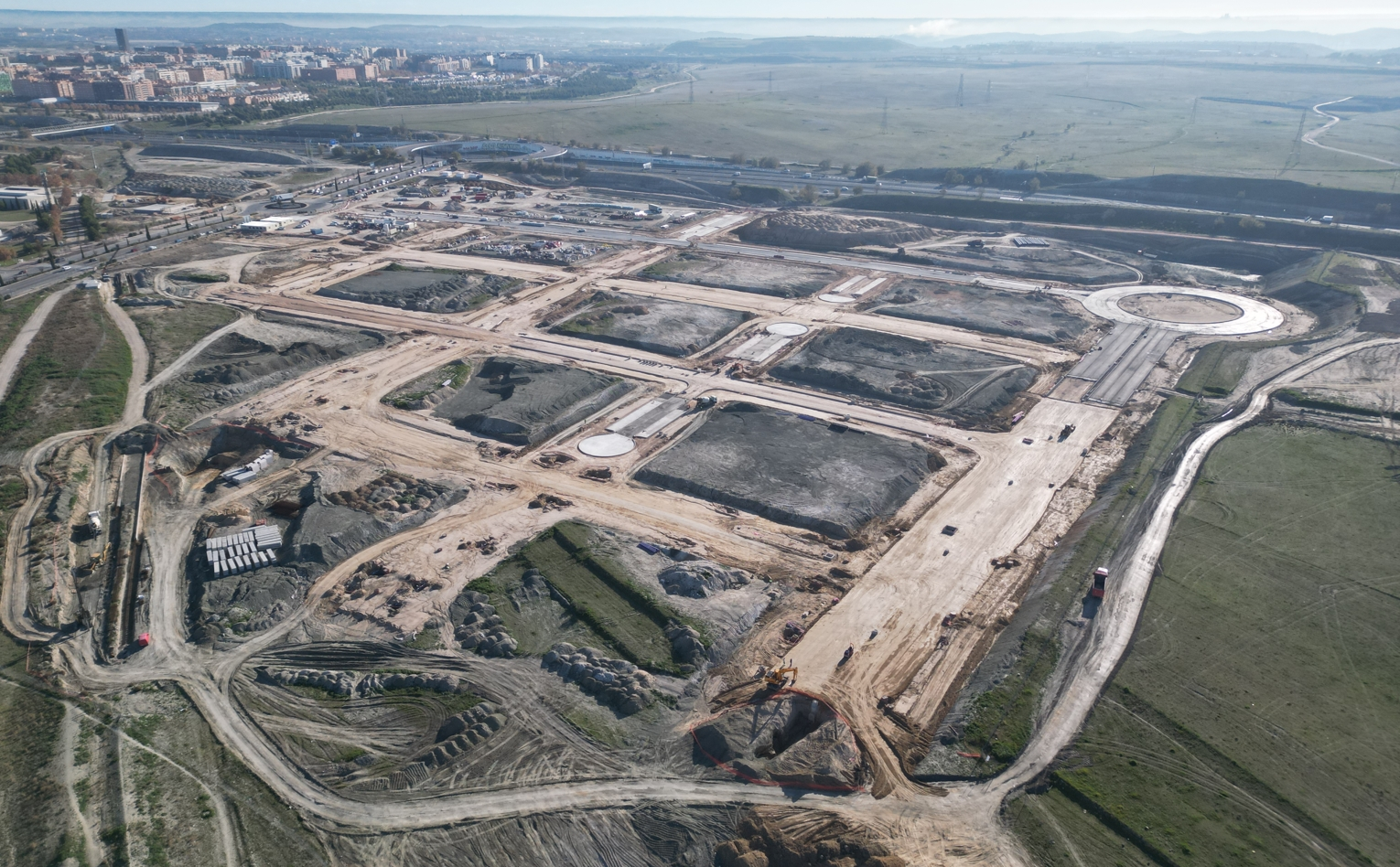
Etapa 1, 4T 2023
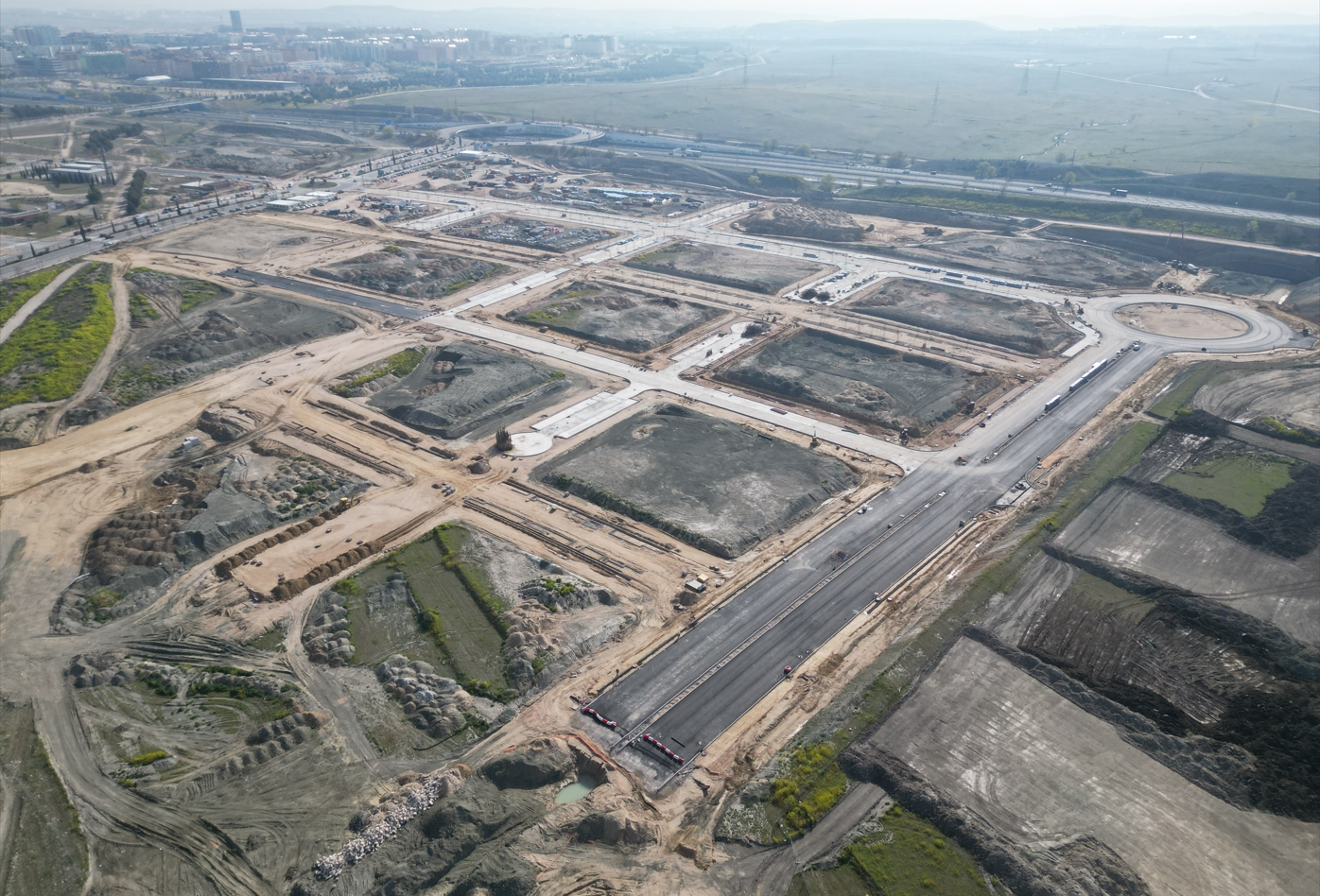
Etapa 1, 1T 2024
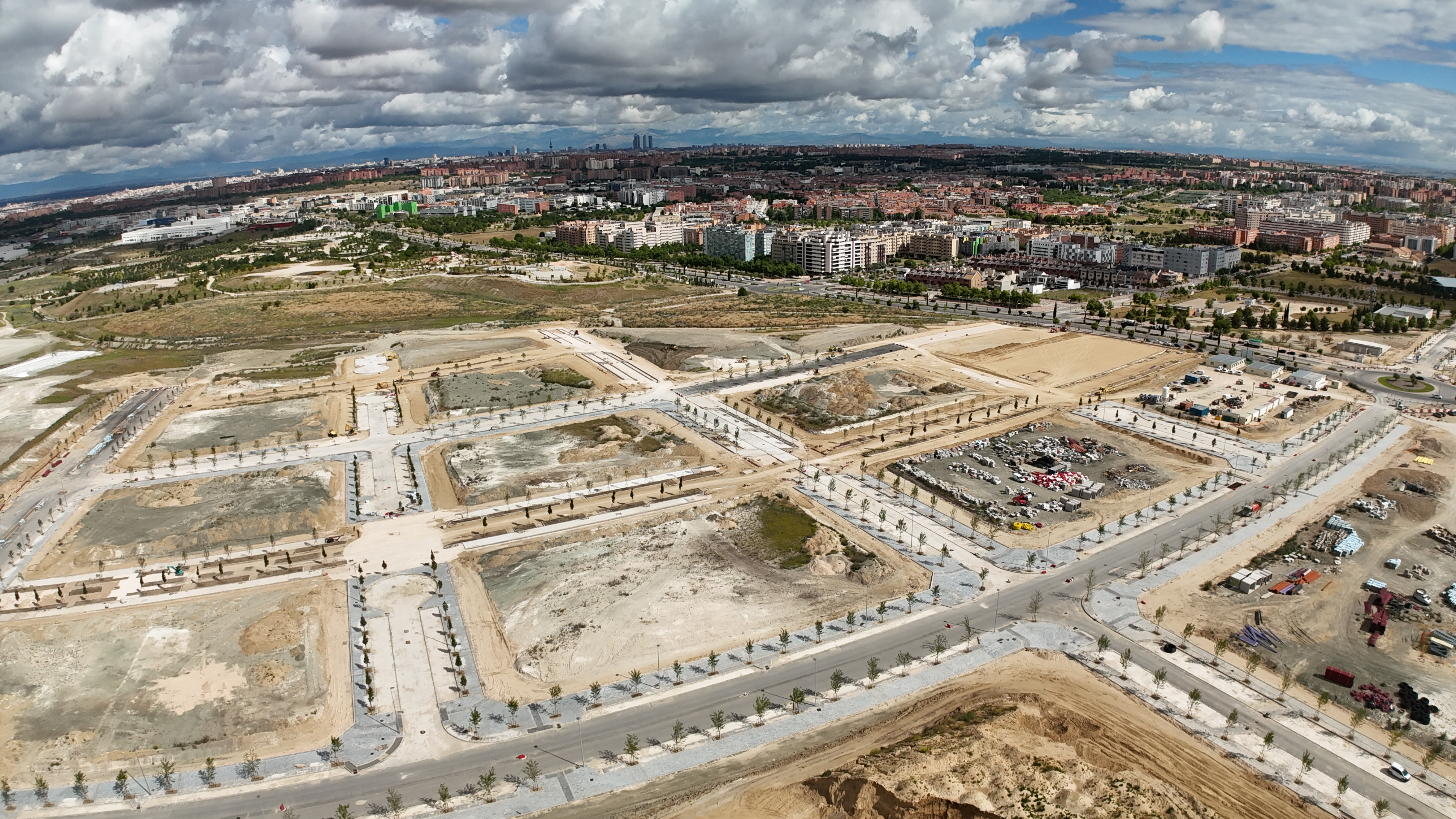
Etapa 1, 2T 2024